# بوين بلومويسون
بوين بلومويسون (بالفرنسية: Bouin-Plumoison)‏ هي بلدية تقع في إقليم باد كاليه من منطقة نور با دو كاليه في شمال فرنسا. تبلغ مساحة هذه المدينة 6.22 (كم²)، وترتفع عن سطح البحر 26 م، يبلغ عدد سكانها 455 نسمة حسب إحصاء المعهد الوطني للإحصاء والدراسات الاقتصادية سنة 2009 م. وترأس Jean-Pierre Deneuville البلدية خلال فترة (2008-2014).